# Computer Network Operations
Computer Network Operations (CNO) est une expression anglaise en vigueur aux États-Unis et au Royaume-Uni dans le vocabulaire militaire et de renseignement et qui désigne les opérations sur un réseau d'ordinateurs, qu'elles soient militaires ou civiles. 
Le terme opérations axées sur les réseaux informatiques (ORI) a également été utilisé en français par le Centre de Guerre Terrestre de l'Armée canadienne (qui porte aujourd'hui le nom de Canadian Army Advanced Warfare Centre en anglais). 
L'armée française utilise le terme opérations militaires de cyberdéfense qui est souvent abrégé en opérations cyber, et ce plus particulièrement depuis la création du Commandement de cyberdéfense (COMCYBER) en janvier 2017, qui dispose d'un Centre des Opérations Cyber (CO-CYBER). Le terme anglais CNO comprend non seulement les opérations militaires mais aussi les opérations de renseignement (ou opérations d'exploitation). Le renseignement militaire n'est qu'un type de renseignement parmi d'autres.
En outre, le terme anglais CNO peut-être rapproché de du terme français très discuté de cyberguerre ; cependant, de même que la guerre ne se réduit pas plus au niveau opérationnel qu'au niveau tactique, il n'est pas certain que la cyberguerre se réduise aux opérations sur les réseaux.

## Les CNO dans le domaine militaire aux États-Unis
Le terme est notamment utilisé par la Marine américaine qui a créé en 2009 l’Information Dominance Corps (IDC, renommé depuis Information Warfare Corps). Cette structure regroupe des experts des questions informationnelles, notamment des spécialistes du renseignement, de la guerre de l’information et des ingénieurs de cyber-guerre. L'efficacité de ce regroupement, en particulier pour produire des experts de qualité, a été critiquée.  

### Les CNO commeopérations informationnelles
Dans le vocabulaire militaire en vigueur aux États-Unis, les CNO constituent l'une des cinq types d'opérations fondamentales regroupées dans une catégorie globale d'opération informationnelle (Information Operation), qui a lieu dans ce que les Américains appellent l'Information Warfare (IW, en français guerre de l'information). Les quatre autres sont : les opérations psychologiques (Psychological Operations ou PSYOP, on parle de guerre psychologique en français et de psychological warfare en anglais) ; les opérations de diversion ou tromperie (Military Deception ou MILDEC aux États-Unis) ; l'OPSEC ou Sécurité opérationnelle (de Operation Security en anglais) ; et enfin les opérations de guerre électronique (Electronic Warfare ou EW en anglais).

### Les trois types de CNO pour l'armée américaine
Il existe trois types de CNO : les opérations d'attaque (Computer Network Attack, CNA), les opérations de défense (CND, Computer Network Defense) et les opérations d'exploitation (CNE, Computer Network Exploitation). Les opérations d'attaque visent à endommager, détruire, neutraliser ou perturber un réseau ennemi, ou bien les informations qu'il contient. Les opérations de défense visent à protéger, surveiller et analyser un réseau à défendre afin de repérer et prévenir les attaques contre ce réseau. Les opérations d'exploitation visent à collecter du renseignement sur un réseau tiers sans se faire repérer et donc sans endommager ou perturber en apparence ce réseau. Les CNO peuvent donc servir des stratégies et politiques diverses de cyberattaque, de cyberdéfense ou de cybersécurité, et de renseignement.

## Les CNO au Royaume-Uni
Selon le GCHQ, l'agence de renseignement électronique britannique, en 2013, 20 % des notes de renseignement aux autorités étaient fondées sur des opérations de Computer Network Exploitation (CNE).